# Il racconto dell'indulgenziere
Il racconto dell'indulgenziere (The Pardoner's Prologue and Tale), o del Venditore d'Indulgenze, è la quattordicesima novella, la seconda del sesto frammento, narrata ne I racconti di Canterbury di Geoffrey Chaucer. 

## Trama

### Prologo
L'indulgenziere è un personaggio moralmente ambiguo. Già introdotto nel prologo generale come venditore di indulgenze e di false reliquie, egli è spinto dal puro desiderio di arricchirsi ai danni dei suoi parrocchiani e sfrutta la sua abilità dialettica per convincere a chiedere il perdono, dietro lauto compenso, anche chi non avesse effettivamente commesso peccati gravi.
La figura presenta quindi consonanze con la novella di Frate Cipolla presente nel Decameron di Giovanni Boccaccio.

### Racconto
Nelle Fiandre, tre giovani scapestrati sono dediti alla vita da taverna, bevendo, giocando d'azzardo e bestemmiando (peccati che l'indulgenziere condanna profusamente). A un certo punto, la loro baldoria è interrotta da campane che suonano a morto: si scopre che il defunto è un loro compare, ucciso da un brigante noto come "Morte" che imperversa per la contrada. Decisi a vendicare l'amico, i tre partono alla ricerca del criminale. Durante il cammino si imbattono in un vecchio misterioso, apparentemente al corrente di dove sia il brigante, e gli intimano di rivelarglielo: il vecchio dice loro che "Morte" si trova ai piedi di una quercia poco distante, dove i tre scoprono una gran quantità di monete d'oro. Entusiasti e del tutto dimentichi del loro proposito, i tre decidono di trasportare il tesoro di notte per non essere visti: si rende però necessario che uno dei tre vada in città a procurare cibo e vino per tutti. Mentre il sorteggiato è lontano, gli altri due si accordano per ucciderlo al suo ritorno e spartirsi il tesoro senza di lui. L'amico torna con le vivande e viene ucciso dagli altri due, che quindi bevono il vino; poiché però l'amico aveva avvelenato la bevanda per restare lui solo padrone del denaro, muoiono anch'essi.

## Fonti
In questo caso non è stata trovata una vera e propria fonte letteraria cui Chaucer abbia attinto; ne sono stati individuati analoghi, evidentemente sviluppatisi indipendentemente l'uno dall'altro data l'universalità della vicenda, presso culture molto distanti tra loro (persiana, africana etc.).